# Salzspiegel
Als Salzspiegel bezeichnet man in der Geologie die oberste, meist horizontale Begrenzungsfläche einer unterirdischen Salzlagerstätte. Der Salzspiegel entsteht als Folge der Auslaugung der obersten Salzschichten durch Grundwasser (Subrosion). Häufig liegen auf dem Salzspiegel Reste schwerlöslicher Evaporitgesteine wie Anhydrit oder Gips, diese werden als Hutgesteine (z. B. „Gipshut“) bezeichnet. Bilden sich durch die Auslaugung große Hohlräume über dem Salzspiegel, kann es auch zum Nachbrechen darüber liegender Gesteine kommen.